# Yala (Thailandia)
Yala (in thailandese ยะลา, in jawi nihong) è una città maggiore (thesaban nakhon) della Thailandia di 59 983 abitanti (2020). Il territorio comunale occupa una parte del distretto di Mueang Yala, che è capoluogo della Provincia di Yala, nel gruppo regionale della Thailandia del Sud.
È uno dei centri abitati che hanno maggiormente sofferto per gli episodi di violenza legati all'insurrezione nella Thailandia del Sud occorsi tra i separatisti musulmani e le forze dell'ordine, durante i quali nella regione hanno perso la vita oltre 6 000 persone tra il 2004 e il 2018.

## Geografia fisica

### Territorio
La città si affaccia sulla sponda orientale del Pattani, il fiume più lungo della Thailandia peninsulare che scorre verso nord. Si trova 1 067 km di strada a sud di Bangkok, 31 km a sud di Pattani, situata alla foce del fiume omonimo, e al confine con la provincia di Pattani. Il confine con la Malesia è circa 50 km a sud-ovest, ma il primo varco di frontiera si trova nei pressi di Betong, a 131 km da Yala. Il territorio intorno alla città è collinare e ricoperto da dense foreste.

### Clima
Il clima è tropicale e piovoso, di tipo Am secondo la classificazione dei climi di Köppen. Le temperature medie mensili sono abbastanza uniformi, con la minima di 26,1° a gennaio e la massima di 28,3° a maggio. La temperatura minima registrata è stata di 22,1° a gennaio e la massima di 33° ad aprile. Si verificano frequenti piogge tutto l'anno ad eccezione dei mesi di febbraio, marzo e aprile. Le maggiori precipitazioni sono in novembre con 382 mm, il mese meno piovoso è febbraio con 52 mm.

## Storia

### Yala e il regno di Pattani
Yala fu per diversi secoli legata al regno di Pattani, uno stato tributario del regno di Ayutthaya dei Thai, diventato un sultanato dopo la conversione all'islam dei suoi regnanti probabilmente verso la fine del XIV secolo. Nei secoli successivi vi furono alcune rivolte che non ebbero successo fino alla caduta di Ayutthaya per mano dei birmani nel 1767, dopo la quale i musulmani godettero di un breve periodo di indipendenza. A partire dal 1785 i thai ripresero il controllo del sud e, dopo le nuove rivolte di quel periodo, nel 1808 il regno di Pattani fu suddiviso dal re thai Rama I in sette mueang tributarie, una delle quali fu quella di Yala. Ciò nonostante, le ribellioni dei musulmani continuarono anche nei decenni successivi.

### Annessione al Siam
Con la riforma che fece del Siam uno Stato centralizzato introdotta durante il regno di Rama V, nel 1901 i sultanati del sud furono posti sotto la giurisdizione del monthon di Nakhon Si Thammarat e l'anno dopo Rama V impose che i governatori e i sovrani dei territori tributari non potessero più emanare leggi senza il suo permesso. L'area di Pattani fu inoltre nuovamente divisa in sette province. Nel 1902 fu disposto che nelle scuole si parlasse e scrivesse thai e che si studiasse il buddhismo, incrinando definitivamente i rapporti tra thai buddhisti e i malesi musulmani. Nel 1909 i territori delle sette mueang furono annessi al Siam con l'avallo dei britannici. La rivoluzione siamese del 1932 impose alla dinastia Chakri la concessione della monarchia costituzionale, il sistema dei monthon fu smantellato ed entrarono in vigore le province; i territori degli ex-sultanati furono suddivisi nelle province di Pattani, Yala e Narathiwat. Il periodo iniziale di democrazia con le elezioni che videro i rappresentanti musulmani sedere in Parlamento lasciò spazio a ulteriori illusioni che ebbero fine con le dittature militari e un irrigidimento delle imposizioni burocratiche.

### Insurrezione del sud
Le politiche nazionaliste e di assimilazione culturale imposte negli anni successivi dal dittatore thailandese Plaek Pibulsonggram contribuirono alla formazione nella regione di oltre 20 gruppi separatisti che furono attivi dal 1940. Dopo alcuni anni di relativa calma, nuove rivolte ebbero luogo a partire dal 2001 e fu dura anche la risposta delle forze di sicurezza thailandesi, che in diverse occasioni calpestarono i diritti umani della popolazione provocando grosse manifestazioni di protesta; dal gennaio all'ottobre del 2004 vi furono oltre 500 vittime nella regione collegate alla ribellione malay. Negli anni successivi i colloqui di riconciliazione tra le parti in causa non hanno dato risultati tangibili e la situazione nelle tre province meridionali di Pattani, Yala e Narathiwat rimane critica. Le tensioni politiche hanno spinto le autorità thailandesi a raccomandare cautela e rispetto delle misure prese per la pubblica sicurezza.

## Monumenti e luoghi d'interesse

### Architetture religiose
- Wat Khuha Phimuk (in lingua thai วัดคูหาภิมุข), detto anche Wat Na Tham, è un tempio buddhista situato qualche chilometro a ovest di Yala. Allestito nello stile di Srivijaya, è considerato uno dei più belli della Thailandia del Sud ed è meta di pellegrinaggio. In una spaziosa grotta naturale all'interno del complesso si trova una statua di 25 metri raffigurante un Buddha sdraiato, anch'essa del periodo Srivijaya, e un museo con oggetti d'epoca.[3][10]

### Architetture civili
I palazzi delle principali istituzioni, come il municipio, l'ufficio del distretto, il tribunale provinciale ecc., si trovano nel centro cittadino e sono disposti all'interno di una strada che forma un ampio cerchio al centro del quale si trova il Lak mueang, santuario in cui è ospitata la divinità che protegge la città.

### Aree naturali
In città vi sono numerosi parchi con laghetti annessi. Fra le attrazioni turistiche naturali dei dintorni vi sono cascate, una sorgente di acqua calda termale e diverse altre caverne, nelle quali si possono trovare murali che risalgono a loro volta al periodo Srivijaya.

## Società

### Etnie, minoranze straniere e religione
La popolazione è composta in prevalenza da musulmani thai di origine malese (jawi) e malesi. Sono inoltre presenti consistenti comunità buddhiste cinesi e di thai del sud (Phak Tai).

### Lingue e dialetti
La lingua thai viene utilizzata nelle scuole e dai thai buddhisti presenti sul territorio, mentre i thai musulmani parlano lo yawi, detto anche Kelantan-Pattani malay, lingua affine al malese parlata in una vasta fascia di territori a cavallo della frontiera tra la Malesia e la Thailandia.

## Cultura

### Cucina
Oltre alle pietanze tradizionali della Thailandia Centrale, si trovano quelle cinesi, musulmane e della Thailandia del Sud. Tra i piatti più apprezzati vi sono quelli ai frutti di mare e quelli tipici della locale comunità cinese, come il pollo tritato e la pancia di maiale stufato con taro.

### Eventi
Uno dei più importanti eventi cittadini è il Festival dell'ASEAN della tortora zebrata, concorso che si tiene a marzo con scadenza annuale e richiama circa 1 500 partecipanti provenienti da Thailandia, Singapore, Malaysia e Indonesia.

## Economia
La moderna economia di Yala si basa in prevalenza sul commercio. Si trova in una zona densamente piantumata con l'albero della gomma. Altri prodotti tipici locali sono la frutta e quelli dell'artigianato.

## Infrastrutture e trasporti

### Strade
Yala è attraversata dalla highway Pattani-George Town, città malese nell'isola di Penang.

### Ferrovie
Alla stazione di Yala si fermano i treni della diramazione per Su-ngai Kolok della linea meridionale della Ferrovia di Stato della Thailandia, che congiunge Bangkok al confine orientale con la Malaysia.

### Aeroporti
Gli aeroporti più vicini sono quelli di Narathiwat, a 79 km, e di Hat Yai, a 131 km, collegati a Yala con autobus, taxi e minibus adibiti al trasporto pubblico.